# Aechmea contracta
Espèce
Classification phylogénétique
Synonymes
- Aechmea trigona E.Pereira
- Billbergia contracta Mart. ex Schult. & Schult.f.
- Platyaechmea contracta (Mart. ex Schult. & Schult.f.) L.B.Sm. & W.J.Kress

Aechmea contracta est une espèce de plantes à fleurs de la famille des Bromeliaceae, originaire d'Amérique du Sud.

## Synonymes
- Aechmea trigona E.Pereira[1] ;
- Billbergia contracta Mart. ex Schult. & Schult.f.[1] ;
- Platyaechmea contracta (Mart. ex Schult. & Schult.f.) L.B.Sm. & W.J.Kress[1].

## Distribution
L'espèce se rencontre en Amérique du Sud, notamment au Brésil d'où provient l'holotype, et également en Colombie, Guyana, Pérou et Venezuela. 

## Description
Aechmea contracta est une espèce épiphyte.